# Adriana Facchetti
Adriana Facchetti (* 6. Januar 1921 in Desenzano del Garda; † 6. Oktober 1993 in Rom) war eine italienische Schauspielerin.

## Leben
Facchetti war aufgrund ihrer herben Gesichtszüge als Schauspielerin für kleinere Rollen als autoritäre Frauen und Lehrerinnen, ältliche Hausangestellte und hässlichere Schwestern festgelegt, was sie in ihrer über 50 Titel listenden Karrierebilanz tat. Seit den späten 1930er Jahren hatte sie Erfahrungen auf Theaterbühnen gesammelt, die sie verstärkt ab Mitte der 1950er Jahre auch auf die Leinwand brachte.

## Filmografie (Auswahl)
- 1941: Ridi pagliaccio!
- 1960: Ursus im Reich der Amazonen (La regina delle amazzoni)
- 1961: Aladins Abenteuer (Le meraviglie di Aladino)
- 1966: Der Unverstandene (Incompreso (vita col figlio))
- 1966: Ein fast perfekter Mörder (Delitto quasi perfetto)
- 1967: Die letzte Rechnung zahlst du selbst (Al di là della legge)
- 1972: Beichtet Freunde, Halleluja kommt (Il West ti va stretto, amico… è arrivato Alleluja)
- 1974: Ein Mann schlägt zurück (Il cittadino si ribella)
- 1977: A Man Called Magnum (Napoli si ribella)
- 1979: Flotte Teens und Sex nach Noten (L’insegnante balla… con tutta la classe)
- 1987: Fellinis Intervista (Intervista)
- 1991: Verzauberter April (Enchanted April)